# Fredegar

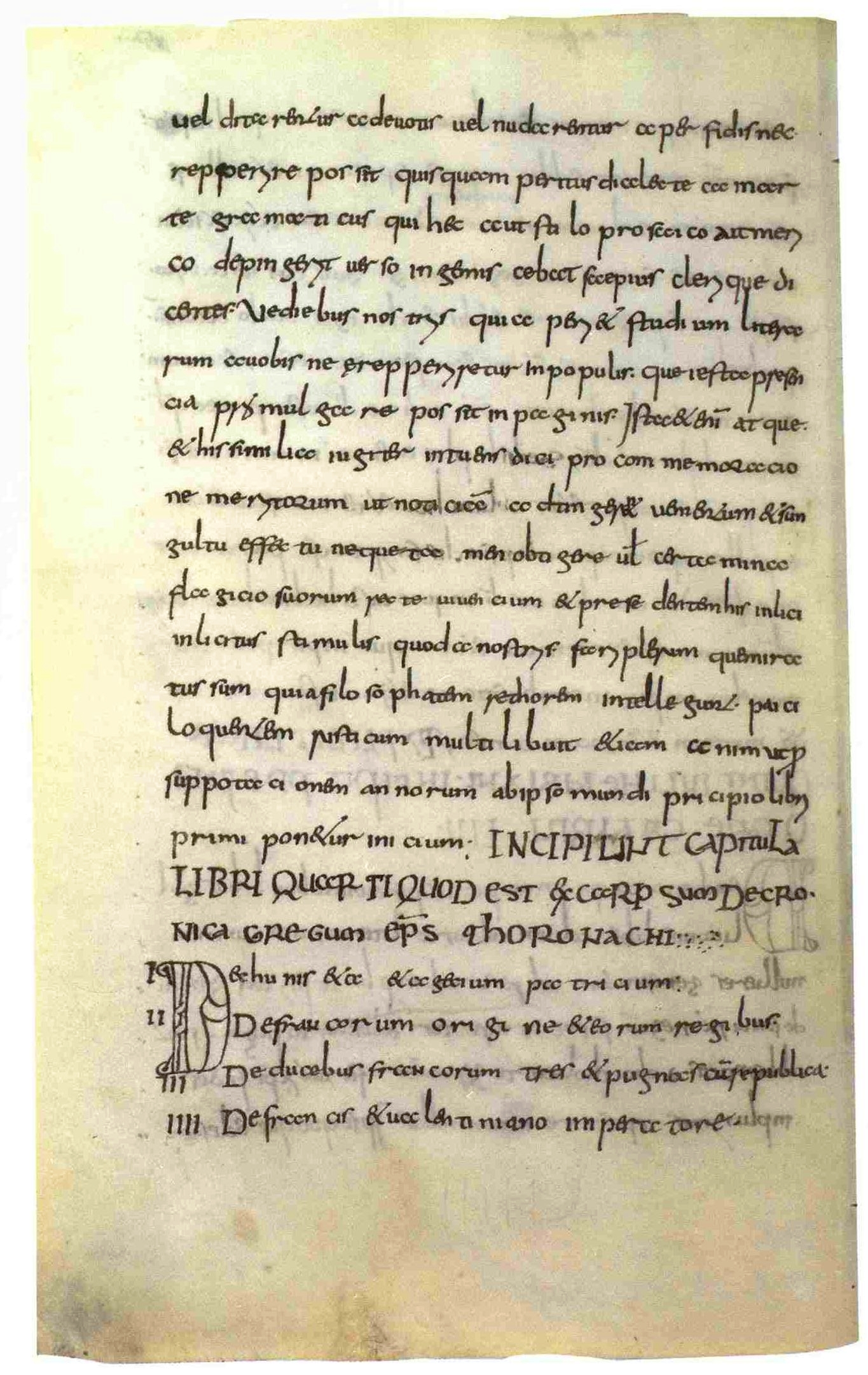
Eine Seite einer Handschrift der „Fredegar-Chronik“ von der Reichenau. Wien, Österreichische Nationalbibliothek, Cod. 482, fol. 61v (8./9. Jahrhundert)

Fredegar (auch Fredegarius Scholasticus) ist der überlieferte, aber nicht gesicherte Name des Verfassers einer frühmittelalterlichen lateinischen Chronik aus der zweiten Hälfte des 7. Jahrhunderts. Die Fredegar-Chronik ist neben dem im frühen 8. Jahrhundert unabhängig davon verfassten Liber Historiae Francorum eine Hauptquelle für die Geschichte des Frankenreichs im 7. Jahrhundert.
Die Chronik ist seit dem 19. Jahrhundert Gegenstand von Forschungsdiskussionen. Dabei stehen die Verfasserfrage und die Sprache der Chronik im Mittelpunkt des Interesses.

## Zur Person
Der Verfassername Fredegar taucht in der Überlieferung erst im 16. Jahrhundert auf, zuerst bei Claude Fauchet in Recueil des antiquitez gauloises et françoises (Paris 1579). Er kann somit keineswegs als gesichert angesehen werden. Ebenso ist unklar, wie viele Personen sich hinter diesem Namen tatsächlich verbergen. Bruno Krusch, der auch die maßgebliche Textausgabe herausgab, ging von drei Schreibern aus, die die Chronik in Etappen verfasst bzw. fortgesetzt hätten, wobei der letzte Verfasser die älteren Vorlagen überarbeitet und der Chronik ihre heutige Form gegeben habe. Diese These fand sowohl Befürworter als auch Gegner. John Michael Wallace-Hadrill und andere Forscher modifizierten die These Kruschs und nahmen zwei Verfasser an. Die neuere Forschung geht jedoch mehrheitlich davon aus, dass es sich nur um einen einzigen Verfasser gehandelt hat, der das Werk kurz nach 659, als das letzte vorgreifend erwähnte Ereignis stattfand, verfasste. Allgemein wird außerdem davon ausgegangen, dass der Autor aus aristokratischen Kreisen stammte, eventuell aus der königlichen Verwaltung, da die Texte ein eindeutiges Interesse für diese Bereiche vermuten lassen. Ob er Laie war, wie Wallace-Hadrill vermutet hat, muss dahingestellt bleiben.
Meistens wird zudem vermutet, dass der Autor ursprünglich aus Burgund stammte – auch Krusch nahm bei seiner These an, dass zwei der von ihm vermuteten drei Verfasser aus Burgund stammten –, später aber in das fränkische Teilreich Austrasien übersiedelte. Das Werk war wohl für das austrasische Publikum bestimmt. Recht wahrscheinlich ist die Annahme, dass es speziell den Interessen der Pippiniden dienen sollte, die in dieser Zeit den Sturz des mächtigen Hausmeiers Grimoald verkraften mussten.

## Zur Chronik

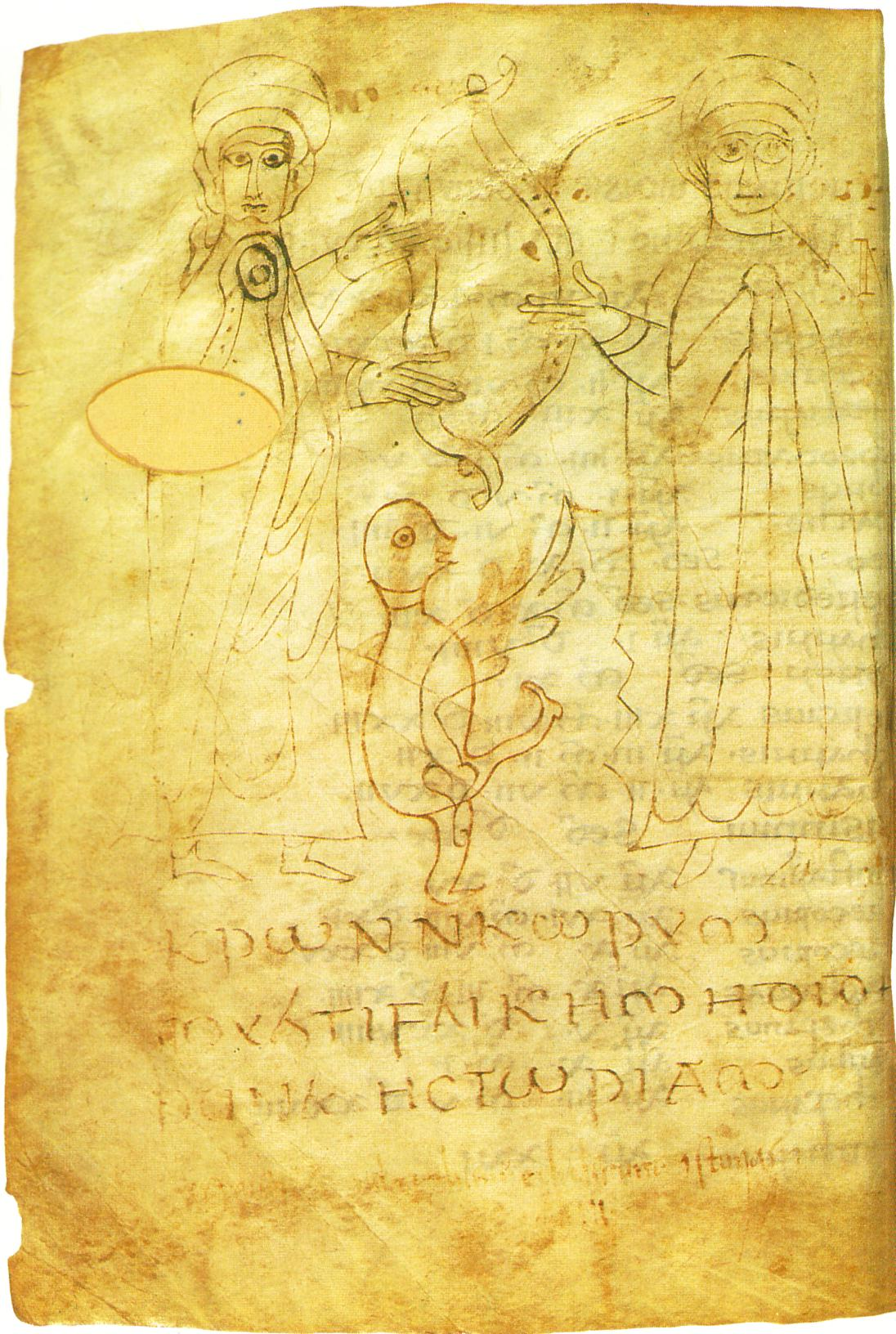
Seite aus einer Abschrift der Fredegar-Chronik. Paris, Bibliothèque nationale de France, Latin 10910, fol. 23v

Bei der Chronik des sogenannten Fredegar handelt es sich um eine Weltchronik, die 642 abrupt endet; einzelne Angaben reichen jedoch noch bis 659 n. Chr. (IV 81). Da diese späteren Ereignisse im byzantinischen Osten stattfanden, kann die Chronik nicht vor dem Jahr 660 abgeschlossen worden sein. 
Die ersten fünf Chroniken (Buch I–III) bauen auf älteren Werken auf. Unter anderem dienten Hippolyt von Rom (genauer gesagt eine überarbeitete lateinische Übersetzung seiner griechischen Chronik, der sogenannte Liber Generationis), Isidor von Sevilla, Hieronymus, Hydatius von Aquae Flaviae und Gregor von Tours der Chronik als Quelle. So geht Roger Collins davon aus, dass die Chronik um 660 geschrieben wurde und eine historiographische Sammlung einer „Weltgeschichte“ darstellt, als deren Grundlage die eben erwähnten spätantiken Chroniken und die ersten sechs Bücher der Historien Gregors von Tours dienten, allerdings wohl in Form einer Kompilation.
Von Bedeutung ist vor allem das vierte und letzte Buch der Chronik, das, trotz vieler Probleme, die zentrale Quelle zur fränkischen Reichsgeschichte des 7. Jahrhunderts darstellt.
Das Interesse des Autors galt vor allem den Herrschern, deren Schwächen er pointiert (und bisweilen wohl übertrieben) herausstellt. Ein Maßstab der Beurteilung eines Herrschers ist seine Verantwortung für die Ausbreitung des Christentums, als Gründer von Klöstern und Förderer der Organisation der Kirche und ist damit ein Ausdruck für die Verchristlichung der gesamten Lebensauffassung. Die weltliche Komponente seiner Herrschaft wird dabei ebenso vernachlässigt wie sein kriegerischer Führungsanspruch. Dem Einfluss von Frauen auf die Regierungsgeschäfte steht er meistens (aber nicht generell) feindlich gegenüber. Ebenso wird aber Kritik an den Merowingerkönigen geübt, denen der Autor wenig zugeneigt ist; vielmehr sympathisiert er mit den weltlichen Großen, die gegen die zentrale Königsmacht agierten. Der Aristokratie widmet die Chronik teils breiten Raum. In der Chronik wird erstmals die „fränkische Trojasage“ berührt, die angebliche Abstammung der Franken von den Trojanern (siehe auch Origo gentis und Niederrheinischer Trojamythos). Die Angaben sind auch ansonsten nicht immer zuverlässig. Im Hinblick auf die auswärtigen Beziehungen des Frankenreichs ist die Chronik anti-byzantinisch und anti-gotisch gesinnt.
Die Chronik enthält eines der frühesten europäischen Zeugnisse für die arabischen Eroberungen, es heißt darin:
Die Leute von Hagar, die auch Sarazenen genannt werden, wie das Buch des Orosius bezeugt, sind ein beschnittenes Volk, das schon von alters her an den Abhängen des Kaukasusberges am  Kaspischen Meer in einem Land lebte, das Ercolia genannt wurde; als ihre Bevölkerung zu dicht geworden war, griffen sie schließlich zu den Waffen und fielen in die Provinzen des Kaisers Heraklius ein, um sie zu plündern; Heraklius sandte ihnen Soldaten entgegen, um ihnen Widerstand zu leisten. Als es aber zum Kampfe kam, besiegten die Sarazenen die römischen Soldaten und fügten ihnen eine schwere Niederlage zu. In dieser Schlacht sollen 150.000 römische Soldaten von den Sarazenen getötet worden sein. [...] (Fredegar, Chronik IV 66, Übersetzung aus Andreas Kusternig/Hermann Haupt: Quellen zur Geschichte des 7. und 8. Jahrhunderts, S. 233 [siehe Ausgaben])
Die Fredegar-Chronik berichtet auch über die Beziehungen des Frankenreichs zu den Ländern Mittel- und Osteuropas und überliefert als einzige unabhängige schriftliche Quelle (alle späteren Berichte basieren auf ihr) die Existenz des frühslawischen Samo-Reiches.
Das in mangelhaftem Latein abgefasste Werk ist in 38 Handschriften überliefert, die früheste entstand wohl in Metz um 700. Die Einteilung der sechs Chroniken in vier Bücher und Kapitel erfolgte erst später. In karolingischer Zeit wurde die Fredegar-Chronik als karolingische Hauschronik bis 768 fortgeführt. Diese Fortsetzung wird als Continuationes bezeichnet.

## Ausgaben und Übersetzungen
- Bruno Krusch (Hrsg.): Chronicarum quae dicuntur Fredegarii Scholastici libri IV. cum Continuationibus. In: Bruno Krusch (Hrsg.): Fredegarii et aliorum chronica. Vitae sanctorum (= Monumenta Germaniae Historica. Scriptores. 2: Scriptores rerum Merovingicarum. Bd. 2, ISSN 0343-7574). Hahn, Hannover 1888, S. 1–193 (Digitalisat).
- Andreas Kusternig, Hermann Haupt: Quellen zur Geschichte des 7. und 8. Jahrhunderts (= Ausgewählte Quellen zur deutschen Geschichte des Mittelalters. 4a). Wissenschaftliche Buchgesellschaft, Darmstadt 1982, ISBN 3-534-01414-6, S. 1–325 (Die vier Bücher der Chroniken des sogenannten Fredegar. Buch 2, Kapitel 53, bis Buch 4, unwesentlich gekürzt. Die Fortsetzungen des sogenannten Fredegar. Das Buch von der Geschichte der Franken. Das alte Leben Lebuins. Jonas erstes Buch vom Leben Columbans).
- John M. Wallace-Hadrill: The fourth book of the chronicle of Fredegar with its continuations. Nelson, London u. a. 1960 (lateinisch – englisch).
- Otto Abel (Übers.): Die Chronik Fredegars und der Frankenkönige. Die Lebensbeschreibungen des Abtes Columban, der Bischöfe Arnulf und Leodegar, der Königin Balthilde (= Geschichtschreiber der deutschen Vorzeit. VII. Jahrhundert). 2. Auflage, Franz Duncker, Berlin 1876 (Digitalisat).